# گونه در خطر انقراض

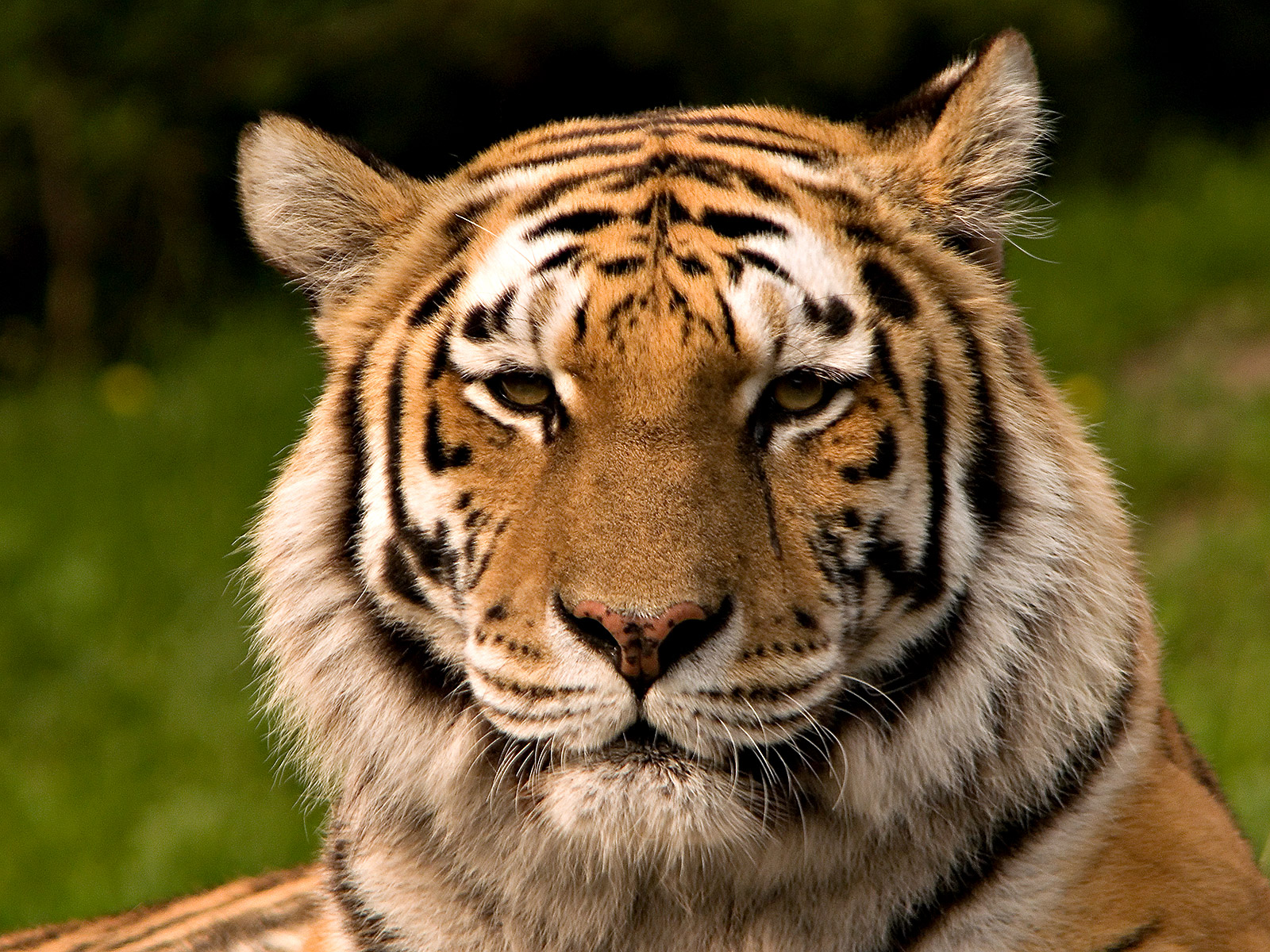
ببر سیبری یک زیرگونه در خطر انقراض است. تا به حال سه زیرگونه از ببرها منقرض شده‌اند.

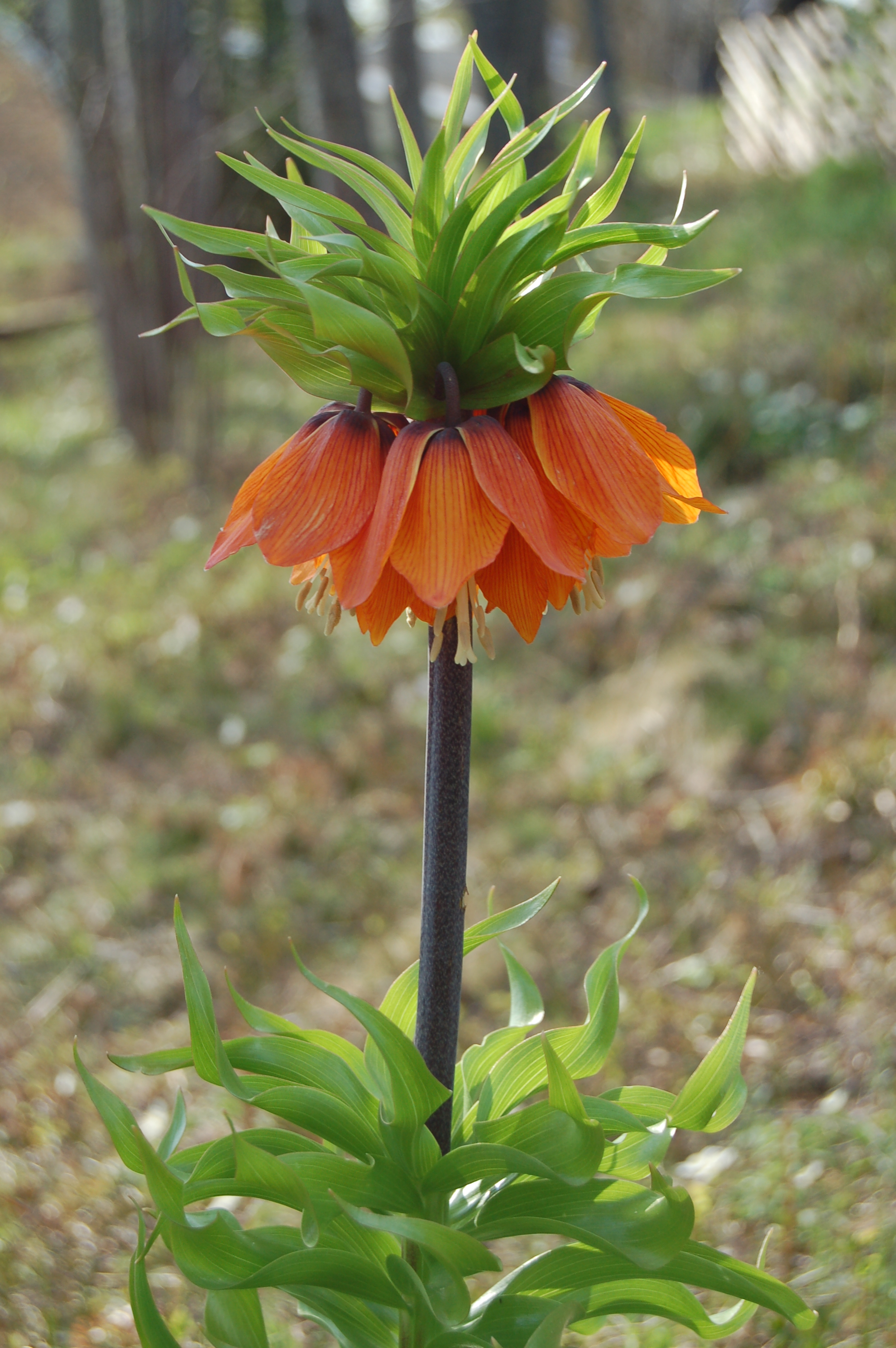
لاله واژگون یک گونه در خطر انقراض از منحصربه‌فردترین گونه گل‌ها و گیاهان بومی و وحشی مناطق کوهستانی ایران، که به علت چیدن آن‌ها از طبیعت و فروش آن‌ها به عنوان گل زینتی در حال انقراض است

گونه در خطر انقراض یا در معرض خطر انقراض یا گونه در آستانه انقراض، جانوران یا گیاهانی هستند که به دلیل تعداد کم و تغییرات اقلیمی و اکولوژی یا تجارت حیات‌وحش در فهرست گونه‌های در معرض خطر انقراض قرار گرفته‌اند.
از چهار دهه پیش که بشر انقراض بسیاری از گونه‌های زیستی جانوری و گیاهی را در محیط زندگی خود مشاهده می‌کند، تنوع اکوسیستم و حفظ آن برای بقای حیات در کره زمین اهمیت بیشتری یافته است.

## در خطر انقراض به‌دست انسان
درست است که انقراض بخشی از چرخهٔ طبیعی به‌شمار می‌رود، ولی انسان به انقراض گونه‌ها سرعت بخشیده است و گونه‌های در معرض خطر انقراض را افزایش می‌دهد. به عنوان مثال، بنا به گزارش صندوق جهانی حیات وحش در سوئیس گسترش مناطق زیرکشت درختان زودرشد (توسط انسان) به جای جنگل‌های طبیعی مانع شکل‌گیری چرخۀ زیستی جانوران می‌شود و به همین دلیل انقراض گونه‌های اکوسیستم را سرعت می‌بخشد. یا گونه گیاهی لاله واژگون در ایران به علت چیدن آن‌ها از طبیعت و فروش آن‌ها به عنوان گل زینتی در خطر انقراض است.

## حفظ گونه‌های در خطر انقراض

### پیمان تجارت بین‌المللی گونه‌های جانوری و گیاهان وحشی در معرض خطر
CITES (پیمان تجارت بین‌المللی گونه‌های جانوری و گیاهان وحشی در معرض خطر) در سال ۱۹۷۳ میلادی امضا شد. هدف از این معاهده اطمینان از آن است که تجارت حیوانات وحشی و گونه‌های گیاهی ارزشمند و در خطر انقراض، بقای آنها را تهدید نکند. امروز بیش از ۳ هزار گونه جانوری و گیاهی در فهرست حفاظتی CITES ثبت شده‌اند و بر تجارت آنها نظارت می‌شود. اجلاس‌های CITES دوساله است و در آن تصمیم‌هایی گرفته و قطعنامه‌هایی صادر می‌شود که مقررات اجرایی کنوانسیون هستند و از طرف کشورهای عضو اجرا می‌شوند که برخی از گونه‌های جانوری ایران نیز در فهرست CITES قرار دارد.

## نگارخانه

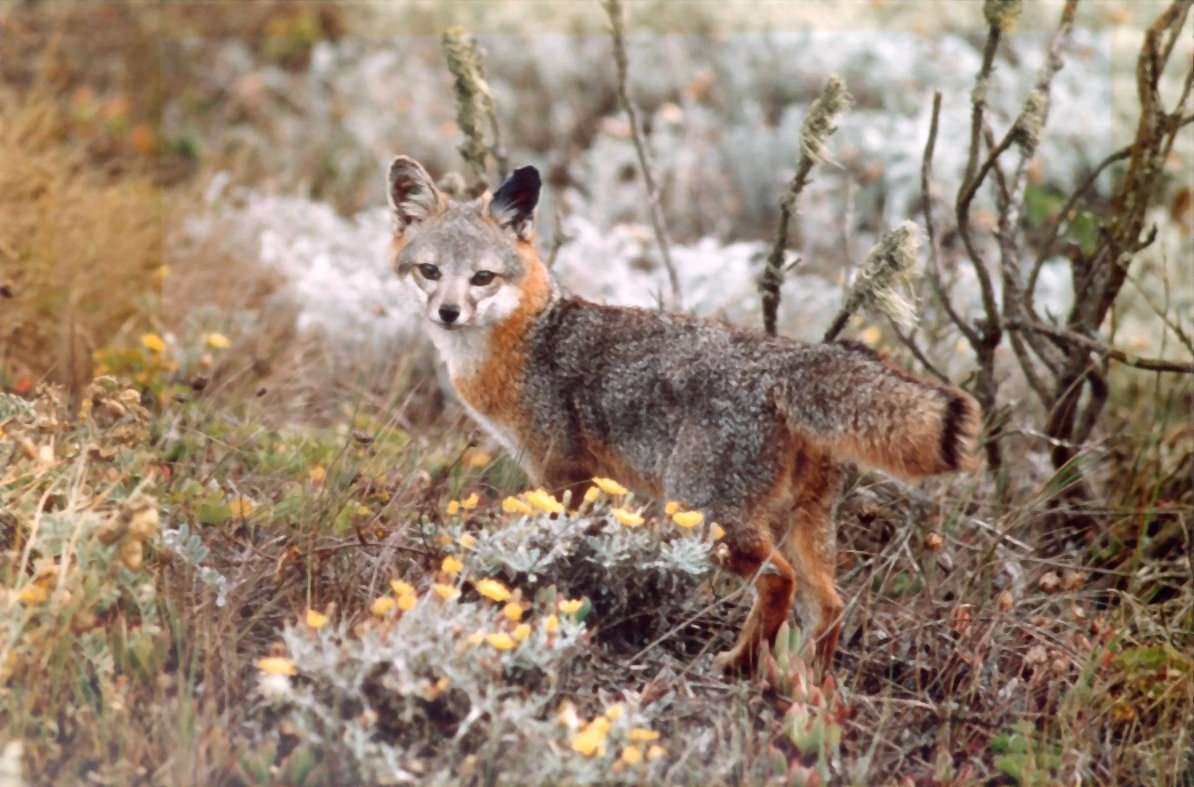
در حال انقراض روباه جزیره
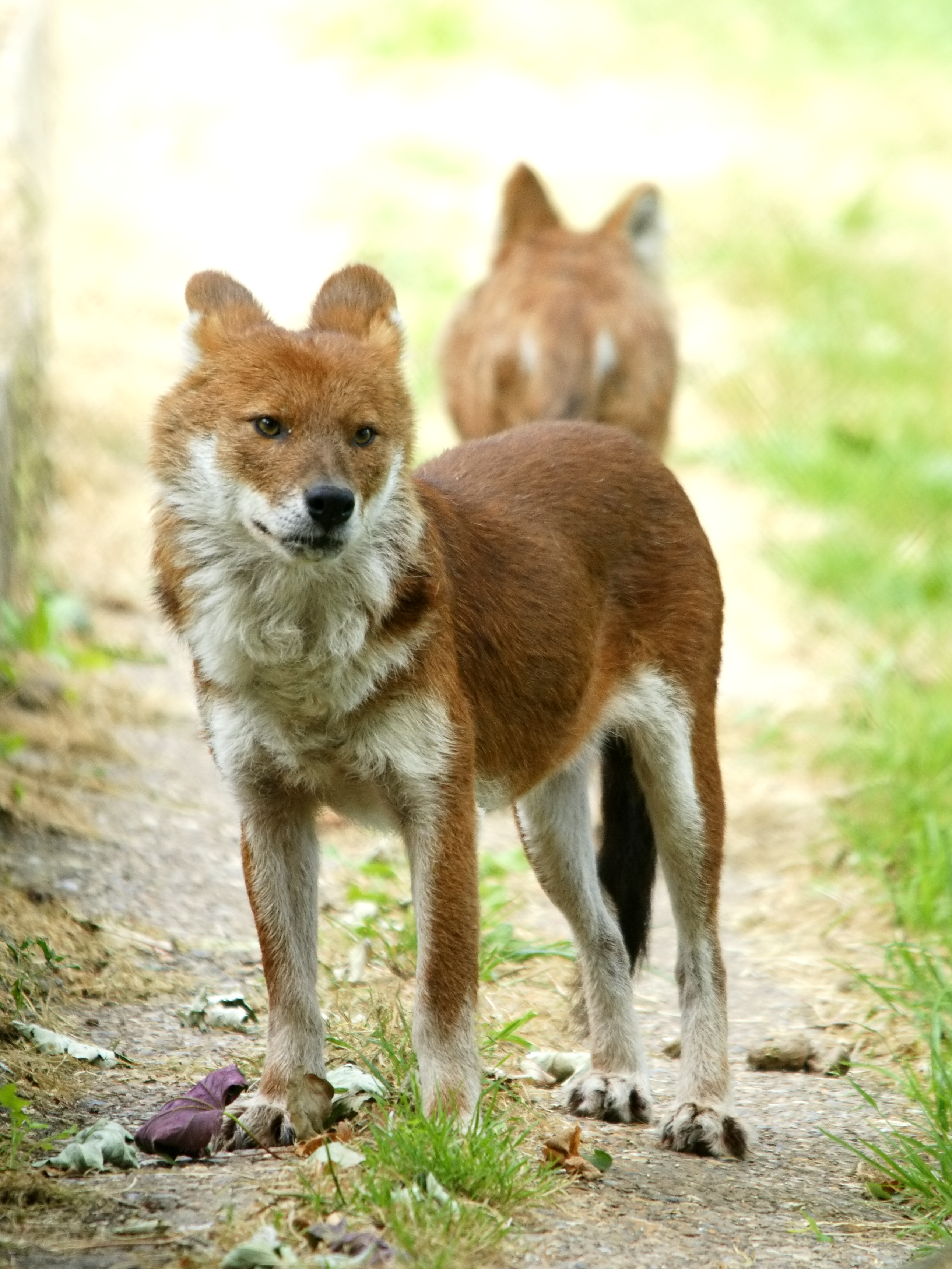
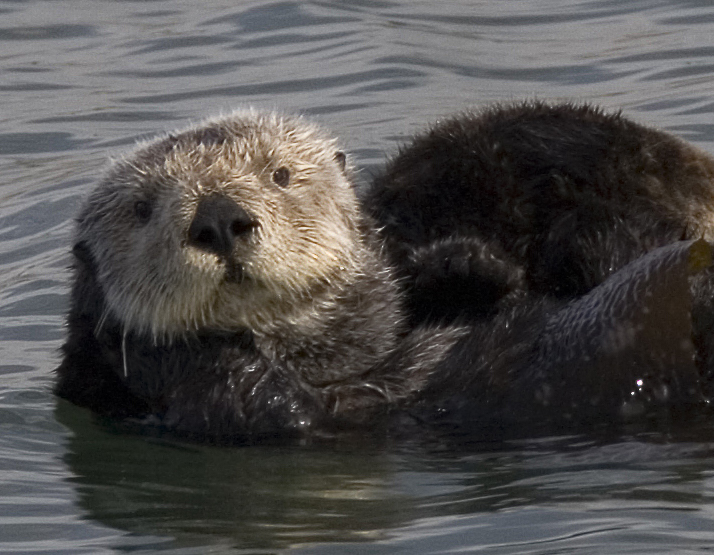
سگ وحشی آسیایی
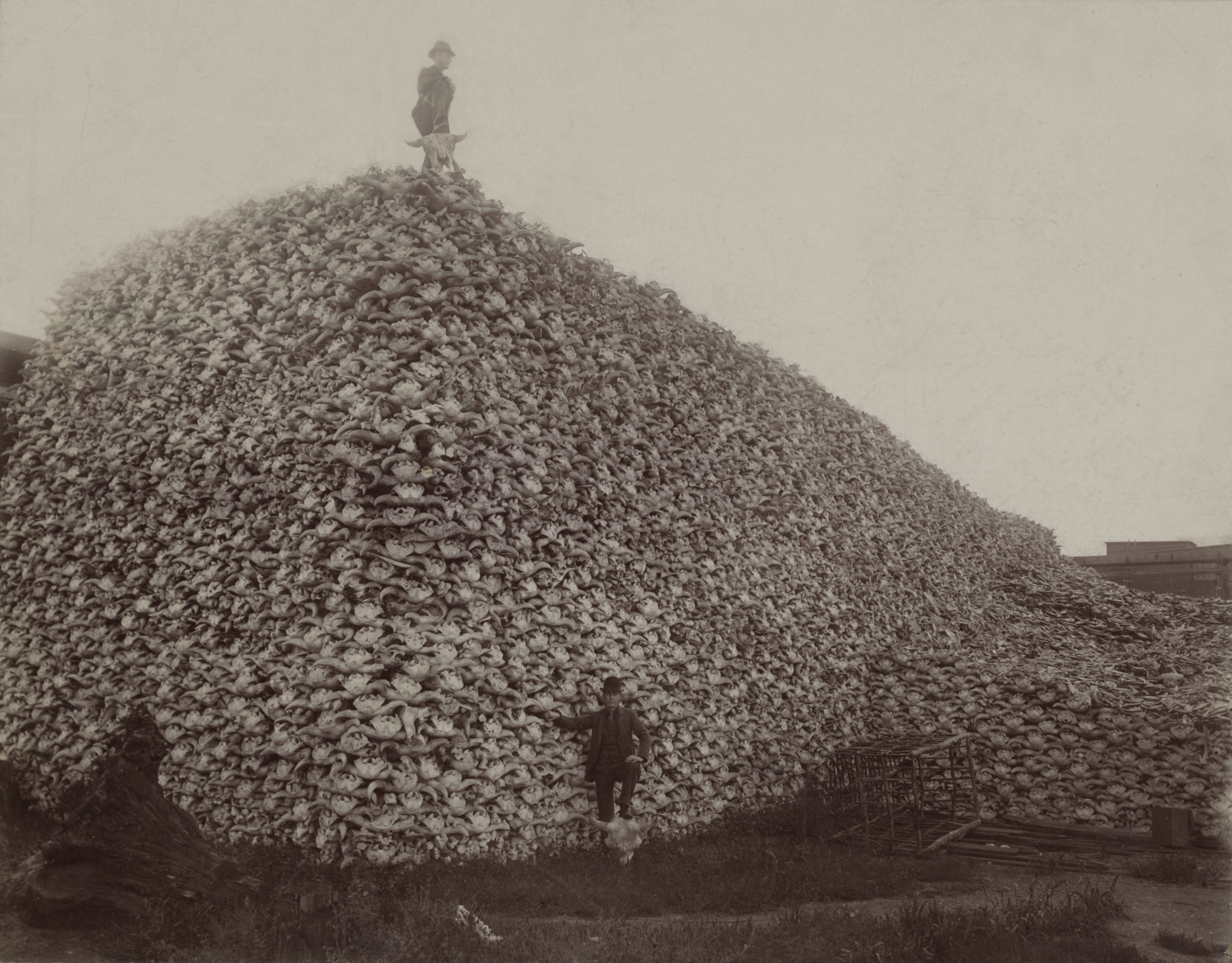
پشته جمجمه بوفالوی آمریکایی ، در سال ۱۸۹۰ تعداد ۷۵۰ گاومیش کوهان‌دار آمریکایی در اثر شکار بی‌رویۀ اقتصادی
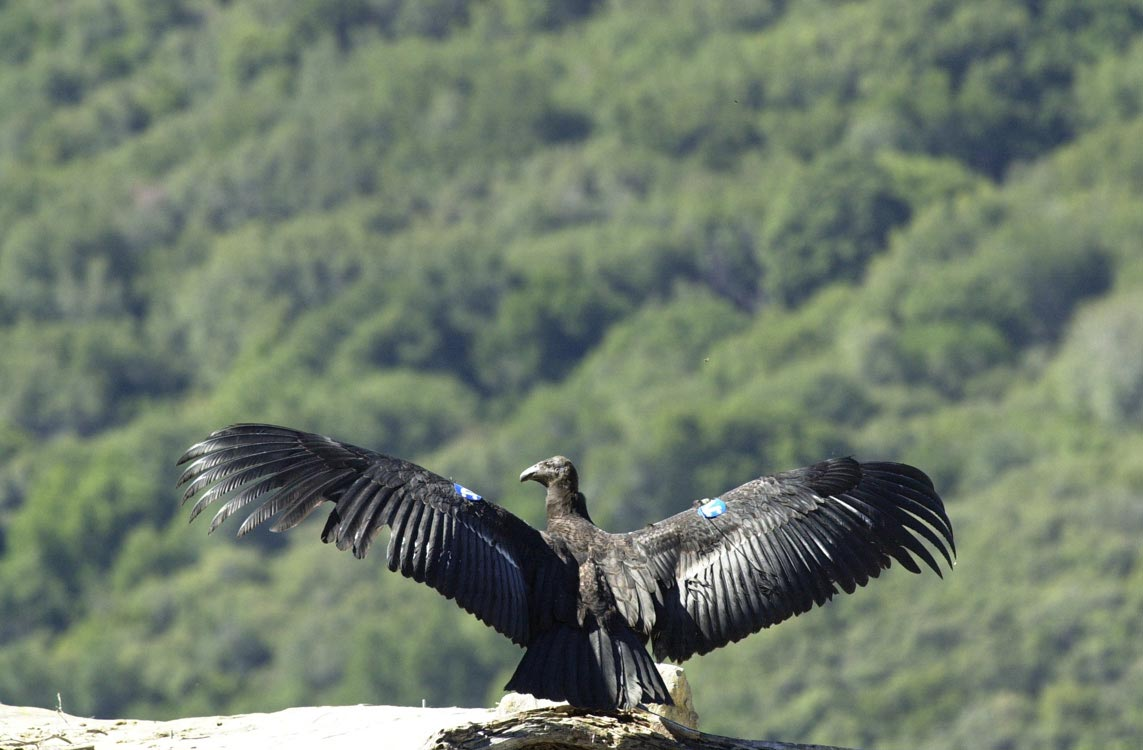
کرکس کالیفرنیا (نابالغ)
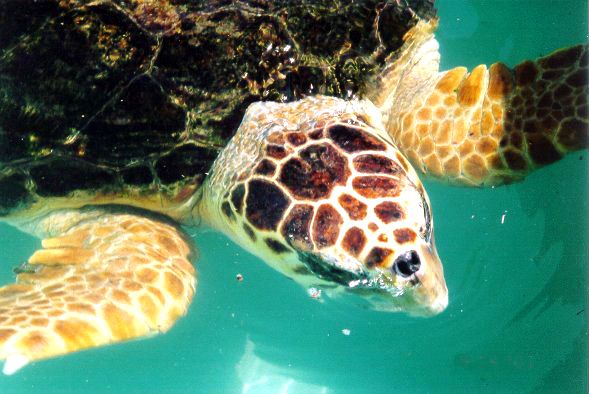
لاک‌پشت سرخ
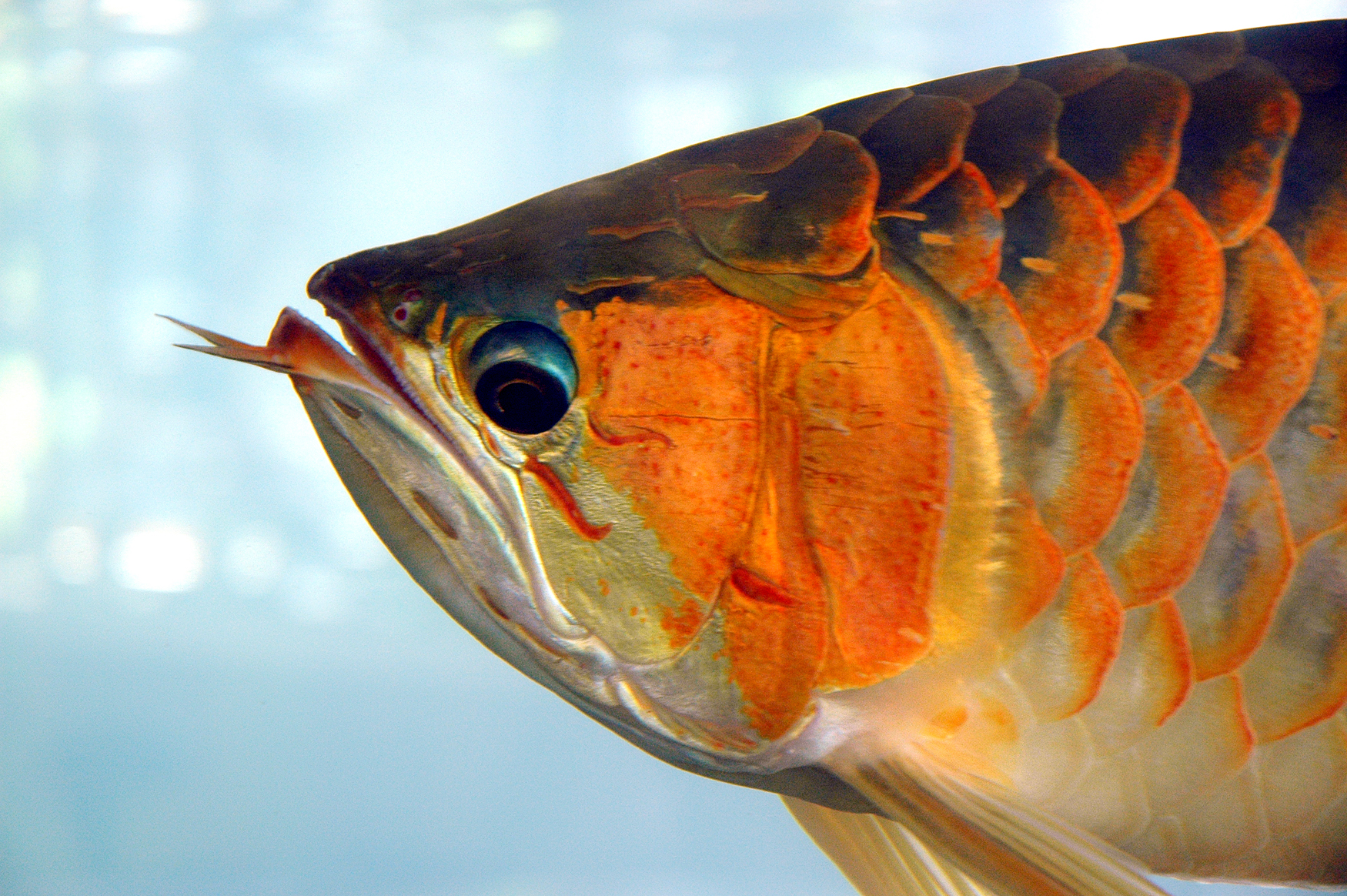
یک آروانای آسیایی
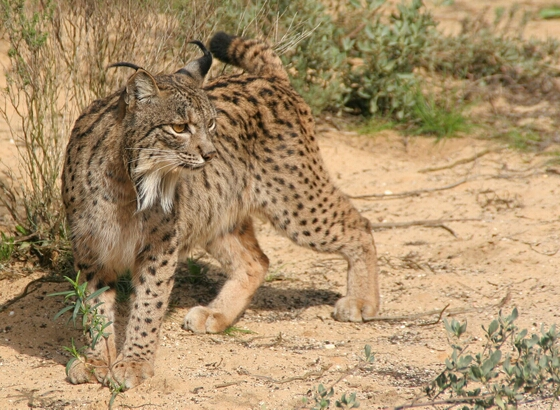
سیاهگوش ایبری، در معرض خطرترین پستاندار اروپا